# Lord Mountbatten: El último virrey
Lord Mountbatten: El último virrey (título original: Lord Mountbatten: The Last Viceroy) es una serie de televisión británica que se emitió por primera vez en ITV en 1986. Representa la época de Lord Mountbatten como Virrey de la India poco después de la Segunda Guerra Mundial en los días previos a la independencia de la India. 

## Argumento
La serie trata de la historia verdadera de Louis Montbatten, hombre muy importante del Imperio británico, que es elegido como virrey de la India a mediados de 1947. Su trabajo consiste en organizar la retirada británica de la India y una correspondiente transición de gobierno en ese país de camino a su independencia. Tiene un año para ejecutar la tarea y tendrá que enfrentarse a muchos problemas al respecto, sobre todo a causa del fanatismo religioso en el lugar. 
Le acompañará a ese país su mujer Edwina Mountbatten y su hija Pamela Mountbatten.

## Reparto
- Nicol Williamson - Lord Louis Mountbatten
- Janet Suzman - Edwina Mountbatten
- Dreya Weber - Pamela Mountbatten
- Ian Richardson - Jawaharlal Nehru
- Sam Dastor - Mahatma Gandhi
- Nigel Davenport - Hastings Ismay
- Wendy Hiller - Princesa Victoria
- A.K. Hangal - Sardar Vallabhbhai Patel
- Owen Holder - Rey Jorge VI
- David Lyon - Tte. Coronel Vernon Erskine-Crum
- Patrick Allen - Claude Auchinleck
- Michael Byrne - George Abell
- Derek Reed - Patrick Spens
- David Quilter - Alan Campbell Johnson
- Nadim Sawalha - Liaquat Ali Khan
- Tony Wredden - Maulana Abul Kalam Azad
- Saloni Kaur - Indira Gandhi
- Malcolm Terris - Winston Churchill

## Producción
La película se rodó en Sri Lanka.